# بدر (المدينة المنورة)
بدر هي حاضرة ومركز محافظة بدر غرب السعودية، وتبعد حوالي 150 كم جنوب غرب المدينة المنورة.

## أصل التسمية
بَدْر بفتح الباء وسكون الدال، نُسبت لبدر بن يخلد بن النضر بن كنانة بن خزيمة بن مدركة بن إلياس بن مضر بن نزار بن معد بن عدنان. وكان هذا الرجل قد سكن هذا المكان فنُسب إليه وسمي به وبعد ذلك غلب على المكان الاسم، وكانت قرية صغيرة قليلة السكان وقيل أن بدر بن يخلد الكناني حفر بئراً في ذلك المكان فسميت البئر باسمه ثم غلب الاسم على المكان وعرفت بماء بدر وكان بدر دليل قريش من كنانة وصاحب ميرتها (الميرة : جلب الطعام) وقد غلب اسمه على المكان وسمي بدراً.
وفي معجم البلدان لياقوت الحموي ذكر عن بدر أنها ماء مشهور بين مكة والمدينة في أسفل وادي الصفراء وبين هذا الماء وبين ساحل البحر ليلة واحدة.

## تاريخياً
عُرفت بدر قبل الإسلام حيث ذكرت السير أنها كانت محطة لمرور القوافل المتجهة إلى الشام والعائدة إلى مكة المكرمة، وكانت بدر سوقاً من أسواق العرب المشهورة ساعدها في ذلك موقعها الجغرافي وكانت من ديار قبيلة كنانة.
كما وقعت على أرضها أول معركة في الحقبة الإسلامية المبكرة وهي غزوة بدر، ولها أهمية في السردية الإسلامية لأنها شكلت أول انتصار عسكري، كما يؤمن المسلمون بأنها جاءت تحقيقاً لوعد الله وعده بنصر المؤمنين لما ورد في سورة الروم ﴿وَكَانَ حَقًّا عَلَيْنَا نَصْرُ الْمُؤْمِنِينَ﴾، كما ذكر اسمها في القرآن بشكل صريح ﴿وَلَقَدْ نَصَرَكُمُ اللَّهُ بِبَدْرٍ وَأَنْتُمْ أَذِلَّةٌ فَاتَّقُوا اللَّهَ لَعَلَّكُمْ تَشْكُرُونَ﴾.

## الموقع
تقع بدر إلى الجنوب الغربي من المدينة المنورة وتبعد عنها مسافة تقدر بحوالي 150 كم، كما تبعد حوالي 300 كم عن مكة، وعن جدة 275 كم، وعن ينبع الصناعية 65 كم.

## معالم تاريخية
تضم المدينة عدداً من المواقع، لعل من أبرزها:
- بئر بدر
- مسجد العريش
- جبل الملائكة
- مقبرة شهداء بدر